# Veselý Žďár
Veselý Žďár (en allemand : Lustig Saar) est une commune du district de Havlíčkův Brod, dans la région de Vysočina, en Tchéquie. Sa population s'élevait à 564 habitants en 2020.

## Géographie
Veselý Žďár se trouve à 6 km au nord-ouest de Havlíčkův Brod, à 28 km au nord-nord-ouest de Jihlava et à 92 km à l'est-sud-est de Prague.
La commune est limitée par Lučice et Radostín au nord, par Havlíčkův Brod et Knyk à l'est, par Havlíčkův Brod au sud et par Okrouhlice à l'ouest.

## Histoire
La première mention écrite de la localité date de 1379.